# Fructuoso Rivera
José Fructuoso Rivera y Toscana (Durazno, 17. listopada 1784. — Melo, 13. siječnja 1854.), bio je general i prvi predsjednik Urugvaja od 1830. do 1834. godine Bio je također predsjednik u periodima od 1838. do 1839. godine, kao i od 1839. do 1843. godine, a bio je i član trijumvirata koji je vladao državom od 1853. godine sve do njegove smrti u siječnju sljedeće godine.

## Životopis
José Fructuoso Rivera y Toscana rođen je u Duraznu, 17. listopada 1784. godine. Rivera je bio rančer koji se 1810. godine pridružio vojsci Joséa Gervásia Artigasa. Kasnije je postigao čin generala. Kada je Banda Oriental bila okupirana od strane portugalaca te kada su poražene Artigasove snage izgnane iz države (1820.), Rivera ostaje u novonastaloj pokrajini Cisplatina.
Kada su godine 1825. Trideset i tri Istočnjaka predvođeni Juanom Lavallejaom i njihovim argentinskim pomagačima, započeli svoju borbu protiv Brazilskog Carstva, Rivera se pridružuje Argentincima. Nije jasno je li se pridružio dobrovoljno ili je bio prisiljen da to učini. Ubrzo je postao važan vojni zapovjednik tijekom rata. Zbog svađe s drugim čelnicima, Rivera je napustio zemlju na godinu dana i nije sudjelovao u Bitci kod Ituzaingóa 1828. godine.
Nakon proglašenja urugvajske nezavisnosti 1828. godine, dolazi do borbi između Rivere i Lavalleja. Tada je argentinski general Jose Rondeau postao prvi privremeni predsjednik. Rivera je konačno preuzeo predsjedanje u razdoblju od 6. studenog 1830. do 24. listopada 1834. godine. Osnovao je urugvajsku Colorado stranku 1836. godine. Još jednom se Rivera sukobio s Lavallejom te također i Oribeom. U listopadu 1838. godine Rivera je porazio Oribea i prisilio ga na bijeg u Buenos Aires. Rivera preuzima predsjedanje po drugi put između 1. ožujka 1839. i 1. ožujka 1843. godine.
Oribe je uz potporu moćnika Juana Manuela de Rosasa, iz Buenos Airesa, organizirao novu vojsku i napao Urugvaj. Tim činom započinje Urugvajski građanski rat. U prosincu 1842. godine Oribe je porazio Riveru u bitci kod Arroyo Grandea i počeo Veliku opsadu Montevidea. Riverina vlast je bila ograničena na glavni grad, a Oribe je vladao ostatkom zemlje. Godine 1847. Rivera je bio prisiljen otići u egzil u Brazil, gdje je ostao do 1853. godine.
Nakon što je predsjednik Juan Francisco Giro svrgnut, nastaje vladajući trijumvirat, 25. rujna 1853. godine, kojeg su činili Venancio Flores, Juan Antonio Lavalleja i Rivera. Međutim, Lavalleja je umro 22. listopada, a Rivera 13. siječnja 1854. godine na putu za Montevideo, ostavljajući samo Floresa na vlasti. 
U njegovu čast, grad i departman (Rivera), nose njegovo ime.